# Tescounet

Verlauf des Tescounet

Der Tescounet ist ein rechter Nebenfluss des Tescou in der Region Okzitanien in Frankreich. 

## Flusslauf
Der Tescounet entspringt im nordöstlichen Gemeindegebiet von Salvagnac, entwässert generell in westlicher Richtung und mündet nach rund 22 Kilometern im  Gemeindegebiet von Saint-Nauphary, knapp an der Grenze zur Nachbargemeinde Verlhac-Tescou, in den Tescou.
Auf seinem Weg durchquert der Tescounet die Départements Tarn und Tarn-et-Garonne.

## Orte am Fluss
(Reihenfolge in Fließrichtung)
- La Borie, Gemeinde Salvagnac
- Saint-Julien, Gemeinde Puycelsi
- La Sauzière-Saint-Jean
- Tarfume, Gemeinde Montdurausse
- Monclar-de-Quercy
- La Salvetat-Belmontet
- Saint-Caprais, Gemeinde La Salvetat-Belmontet
- Canguise, Gemeinde Saint-Nauphary